# Landwehr (Solingen)
Landwehr ist ein Ortsteil im Südwesten der bergischen Großstadt Solingen. Die durch Landwehr verlaufende Bundesstraße 229 bildet die Stadtgrenze zu Langenfeld-Wiescheid, so dass es auch eine Langenfelder Seite des Ortes gibt, siehe dazu Landwehr (Langenfeld).

## Lage
Der Ortsteil Landwehr befindet sich im äußersten Südwesten des Solinger Stadtgebietes, etwa im Bereich der Straßenkreuzung der Bonner Straße mit der Landwehrstraße in Höhe der Eisenbahnbrücke. Die Bahnstrecke trennt den Ort in zwei Hälften. Südlich liegt neben Gravenberg der Langenfelder Wenzelnberg, der als verbliebener Teil der Leichlinger Sandberge die höchste Erhebung der Stadt bildet. Auf Solinger Seite befinden sich Holzkamp, Rupelrath sowie die Kapelle St. Reinoldi. Östlich liegen Gosse, Birkendahl und Brand, nordöstlich den Landwehrberg hinauf liegt der Stadtteil Aufderhöhe mit der Ortslage Landwehrhöhe. Im Norden befinden sich Höher Heide, Kesselsweiher und Tränke. Auf Langenfelder Seite im Westen befinden sich die heute in den geschlossenen Wohngebieten Wiescheids aufgegangenen Orte Burbach, Kirschbaum und Feldhausen.

## Etymologie
Landwehren sind frühe Grenzbefestigungen, beispielsweise in Form von aufgeschütteten Erdwällen. Eine im Mittelalter entstandene Landwehr von der großen Wallburg bei Hilden über die spätere Ortschaft Landwehr war bis in die erste Hälfte des 20. Jahrhunderts noch an einem Feldweg zwischen Ohligs und Richrath erkennbar. Im anfänglichen Verlauf bestand sie als einziger Wall, später als Hauptwall mit zwei kleineren und niedrigeren Seitenwällen.

## Geschichte
Landwehr entstand im 18. Jahrhundert an der Abzweigung der zwischen 1752 und 1754 ausgebauten Rheinwege von Hitdorf nach Solingen bzw. nach Wald, die die beiden Städte als Wirtschaftszentren besser an die Rheinschiene anbinden sollten. Der sogenannte alte Rheinweg führte von Hitdorf über Landwehr, Broßhaus und Weyer nach Wald. Nachdem dieser Weg 1817/1818 am Gräfrather Central Anschluss an die Werdensche Kohlenstraße erhalten hatte, wurde er auf dem Abschnitt von Benrath über Hilden, Broßhaus, Weyer, Wald und Foche zur Benrath-Focher Staatsstraße. Der Abschnitt zwischen Broßhaus und Landwehr wurde zur Landwehr-Broßhauser Straße, die ebenfalls zur Staatsstraße wurde (die heutige Bonner Straße).:31 Der neue Rheinweg oder die neue Rheinstraße (auch Sohlinger Kohl und Rheinweg genannt):1 kam ebenfalls von Hitdorf und zweigte dann bei Landwehr über Aufderhöhe und Höhscheid nach Solingen ab. Er wurde im 19. Jahrhundert Teil der Provinzialstraße Elberfeld-Hitdorf und nach dem Zweiten Weltkrieg zur heutigen Bundesstraße 229.
Im Jahre 1715 ist der Ort in der Karte Topographia Ducatus Montani, Blatt Amt Solingen, von Erich Philipp Ploennies noch nicht verzeichnet. Die Topographische Aufnahme der Rheinlande von 1824 verzeichnet den Ort als Landwerth benannt. Die Preußische Uraufnahme von 1844 verzeichnet den Ort als Landwehr, der sich inzwischen auf beide Seiten der Straße ausgedehnt hatte. In der Topographischen Karte des Regierungsbezirks Düsseldorf von 1871 ist der Ort ebenfalls als Landwehr bezeichnet. Nach dem Bau der Bahnstrecke (siehe Haltepunkt Solingen-Landwehr) entwickelte sich die Bebauung auf Solinger Seite östlich des Bahndammes hin in Richtung des Landwehrbergs.
Nach Gründung der Mairien und späteren Bürgermeistereien Anfang des 19. Jahrhunderts gehörte der östlich gelegene Teil zur Bürgermeisterei Höhscheid, der westliche Teil zur Bürgermeisterei Richrath (dort zur Honschaft Windscheid). Während der Richrather Teil bereits Anfang des 19. Jahrhunderts bevölkerungsstatistisch in Erscheinung trat, wird im Höhscheider Teilort erst ab Mitte des 19. Jahrhunderts aufgelistet. Die Gemeinde- und Gutbezirksstatistik der Rheinprovinz führt den kleineren Solinger Teil von Landwehr 1871 mit fünf Wohnhäuser und 41 Einwohnern auf. Im Gemeindelexikon für die Provinz Rheinland von 1888 werden für das Solinger Langwehr sechs Wohnhäuser mit 36 Einwohnern angegeben. 1895 besitzt der Solinger Teil fünf Wohnhäuser mit 50 Einwohnern und gehörte zum ev. Kirchspiel Rupelrath, 1905 zählt der Solinger Teil sechs Wohnhäuser mit 68 Einwohnern.
Landwehr bildete für die Bahnen im unteren Kreis Solingen in der ersten Hälfte des 20. Jahrhunderts einen bedeutsamen Kreuzungspunkt für die Straßenbahn im Überlandverkehr. Am 28. September 1911 wurde die 7,3 Kilometer lange Strecke von Immigrath über Landwehr nach Ohligs eröffnet, am 21. März 1913 folgte die 5,3 Kilometer lange Strecke von Landwehr nach Höhscheid. Nach Ende des Zweiten Weltkriegs, am 31. Januar 1954, wurde erst der Betrieb der Strecke nach Höhscheid, am 30. Juni 1955 dann auch der Betrieb der Strecke nach Ohligs eingestellt und durch Autobusverbindungen ersetzt.
Mit der Städtevereinigung zu Groß-Solingen im Jahre 1929 wurde der Höhscheider Teil Landwehrs ein Ortsteil Solingens. Der Richrather Teil wurde 1910 in die neu geschaffene Gemeinde Richrath-Reusrath integriert, die seit 1936 Langenfeld (Rheinland) heißt. Die Stadtgrenze zwischen Solingen und Langenfeld bildet der Mittelstreifen der heutigen Bundesstraße 229, die auf Solinger Seite den Namen Landwehr und auf Langenfelder Seite den Namen Elberfelder Straße trägt. Im Jahre 1936 erhielt Solingen bei Landwehr auf Langenfelder Stadtgebiet einen Anschluss an das Reichsautobahnnetz, die heutige Anschlussstelle Solingen an der Autobahn 3.:1 Im Solinger Ortsteil Landwehr dominieren heute Industrie- und Gewerbebauten das Bild, der Ort gehört inzwischen postalisch zu Ohligs. Auch die Straßenmeisterei Solingen ist in Landwehr ansässig.

## Haltepunkt Solingen-Landwehr
Bei Landwehr wurde durch die Bergisch-Märkische Eisenbahn-Gesellschaft zwischen 1864 und 1867 die Bahnstrecke Gruiten-Köln-Deutz trassiert. Der erste Teilabschnitt der neuen Bahnstrecke von Gruiten bis Opladen konnte am 25. September 1867 dem Verkehr übergeben werden.:113 Bei Landwehr wurde die Bahnstrecke über einem kleinen Damm geführt, die Straße nach Solingen wurde durch eine Brücke überspannt.
Die Stadt Höhscheid bemühte sich seit der Eröffnung der Bahnstrecke um die Einrichtung eines Bahn-Haltepunktes in Landwehr, um einen Anschluss an das Eisenbahnnetz zu erhalten. 1894 schließlich wurde der Haltepunkt,:1 unmittelbar an der Stadtgrenze zwischen Höhscheid und Richrath gelegen, eröffnet. Die Lage der zu dem Haltepunkt gelegenen Anlagen, die sich auf beide Städte verteilten, führte später zu Streitigkeiten zwischen beiden Gemeinden. So forderte die Langenfelder Seite beispielsweise erfolglos die Umbenennung des Haltepunktes in Langenfeld-Landwehr. Die Stadt Höhscheid wünschte sich ebenfalls die Einrichtung eines Güterbahnhofes an der Stelle des Personenhaltepunktes. Dazu kam es jedoch nicht mehr, der Haltepunkt wurde 1962 stillgelegt.:1
Seit den 2010er Jahren bestehen Planungen zu einer möglichen Umwandlung der Regionalbahn 48 in eine S-Bahn; dafür müsste allerdings die Bahnstrecke dreigleisig ausgebaut werden. In diesem Zusammenhang fordert die Solinger Politik die Wiedereinrichtung eines Haltepunktes in Landwehr, damit der wachsende Stadtteil Aufderhöhe einen Anschluss an das Eisenbahnnetz erhalte. Eine Machbarkeitsstudie soll bis Ende 2021 alle zur Realisierung nötigen Fragen klären.